# Gromovača
Gromovača – szczyt w Welebicie, w Chorwacji.

## Opis
Jest, razem z Vratarskim kukiem, najwyższym szczytem Rožanskich kukovów. Sam szczyt jest kamienisty, ale nie robi wrażenia specjalnej wysokości. Wizyta na Gromovačy jest ciekawa także dlatego, że odwiedzający podczas przejścia ma okazję poznać najpiękniejszą część Szlaku Premužicia. Szczególnie imponujący jest odcinek Szlaku Premužicia przez inaczej całkiem niedostępny kras Rožanskich kuków – naprawdę prawdziwe budowlane arcydzieło. Gromovača jest najwyraźniejszym punktem widokowym na okazały kamienisty labirynt Rožanskich kukovów. Wyjątkowy jest też widok na morze, a ze szczytu w oddali można ujrzeć też schronisko górskie Zavižan.

## Dostęp
- schronisko górskie Zavižan – Rožanski kukovi – Gromovača 2,45 h
- schronisko górskie Alan – Crikvena – schron Rossiego – Gromovača 3,20 h
- Tromeđa – schron Rossiego – Gromovača 2,10 h

Najodpowiedniejsze i najatrakcyjniejsze jest przejście ze schroniska Zavižan. Drogą, która wiedzie przez Kotlinę Zavižańską trzeba iść jeszcze 2 km do drogowskazu, gdzie w prawo odbija Szlak Premužicia na Rožanski kukovi (45' od schroniska Zavižan). Szlak po 30' wchodzi w coraz bardziej krasowy obszar i nagle dociera na kamienisty obszar Rožanskich kukovów. Godzinę od drogi, wśród kamiennego amfiteatru, docieramy przed napis pamiątkowy Ante Premužicia. Po kolejnych 45' szlak dociera pod urwistą Gromovačę, a szybko i do odbicia na podejście na jej szczyt. Podejście nie jest trudne ani niebezpieczne, chociaż w niektórych miejscach warto przytrzymać się rękami gałęzi lub skały.